# Luyang

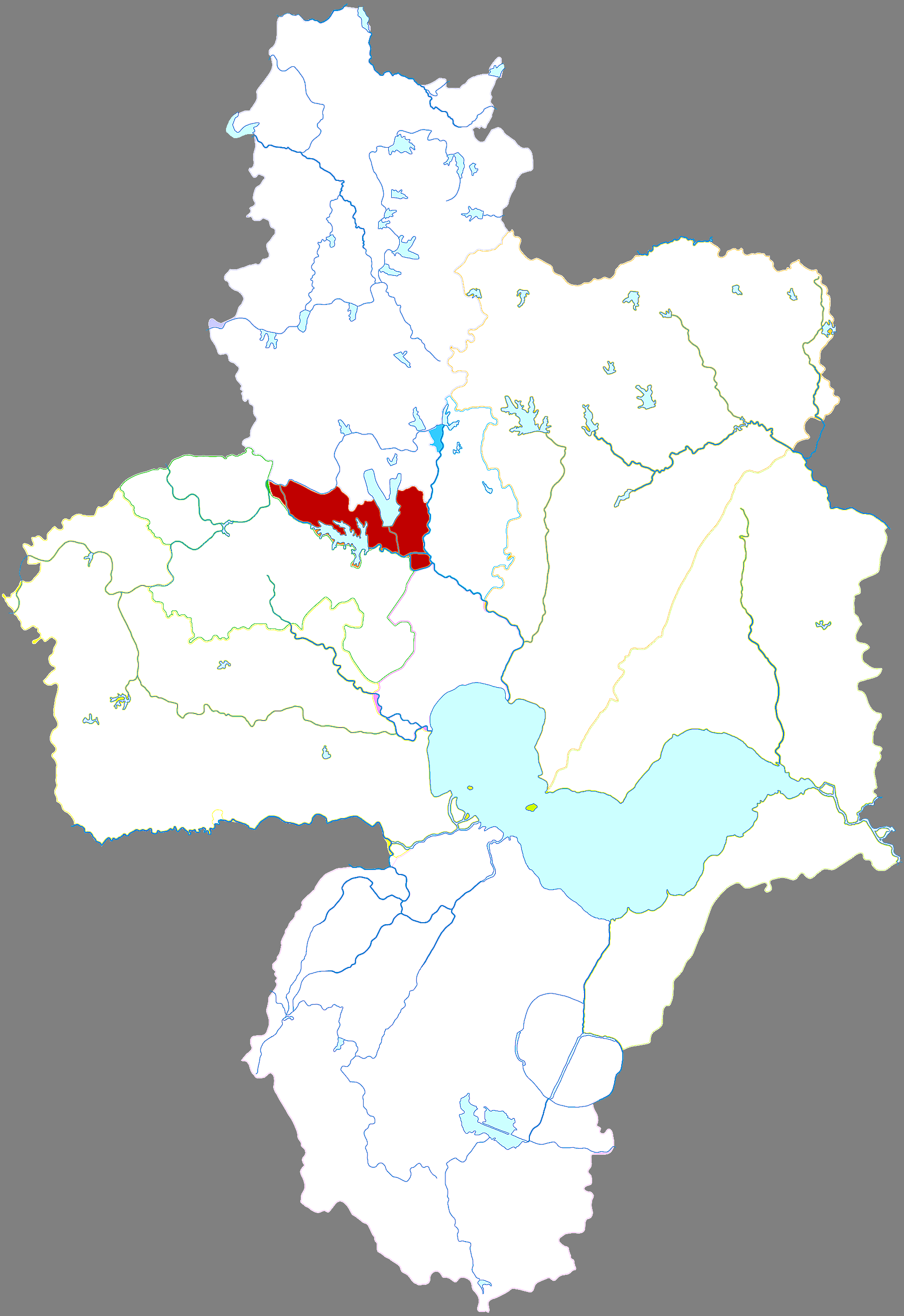
Lage von Luyang in Hefei

Luyang (chinesisch 庐阳区, Pinyin Lúyáng Qū) ist ein Stadtbezirk im Nordwesten von Hefei, der Hauptstadt der chinesischen Provinz Anhui. Er hat eine Fläche von 139,92 km², davon 53,35 km² Straßen und Häuser, der Rest im Wesentlichen Ackerland (5,37 km²), Wälder (32,44 km² bzw. 27 % der Gesamtfläche) und der Dongpu-Speichersee (22,1 km²).
Am 1. November 2020 lebten in Luyang 697.293 Menschen. 5400 davon lebten in der ländlichen Gemeinde Sanshigang, der Rest war städtische Bevölkerung. In Luyang befinden sich zahlreiche akademische Einrichtungen, so zum Beispiel die Hefeier Institute für physikalische Wissenschaften mit dem Experimental Advanced Superconducting Tokamak, einem experimentellen Kernfusionsreaktor; 228.036 Menschen, also 32,7 % der Bevölkerung besaßen am 1. November 2020 einen Hochschulabschluss.

## Geschichte
Der Stadtbezirk Luyang stellt den alten Siedlungskern von Hefei dar. Man nimmt an, dass es sich um die Gegend handelt, die auf den Orakelknochen von Yinxu als „Land der Tiger“ (虎方) bezeichnet wird. Während der Östlichen Zhou-Dynastie (770–256 v. Chr.) wurde das Gebiet von Hefei als Lehen an einen Baron vergeben, der seine Residenz im damaligen Luyi (庐邑) hatte; die Gegend war als „Land der Prinzen von Lu“ (庐子国) bekannt. Nach der Reichseinigung 221 v. Chr. schaffte Kaiser Ying Zheng das System der erblichen Lehen ab und ersetzte es durch Kommandanturen mit ernannten Beamten. Nun war Luyi der Kommandantur Jiujiang (九江郡) unterstellt. Im Jahr 122 v. Chr., während der Westlichen Han-Dynastie, wurde im heutigen Luyang der Kreis Hefei (合肥县) eingerichtet.
Bis zur Fertigstellung des ersten Bauabschnitts des Kaiserkanals im Jahr 605 hatte der Kreis Hefei bedingt durch seine Lage am Chao Hu eine große wirtschaftliche Bedeutung. Für die Binnenschiffer war es während der sommerlichen Regenzeit möglich, über den See vom Huai He im Norden zum Jangtsekiang im Süden zu fahren. Nach der Inbetriebnahme des ganzjährig befahrbaren Kaiserkanals sank mit der wirtschaftlichen auch die militärische Bedeutung Hefeis; es war nicht mehr der einzige Ort, an dem man problemlos von Nord- nach Südchina gelangen konnte.
Mitte der Tang-Dynastie, im Jahr 742, wurde die Präfektur Luzhou (庐州) geschaffen, die etwa der heutigen Stadt Hefei entspricht. In der Präfektur Luzhou gab es den Kreis Hefei, der dem heutigen Stadtbezirk Luyang entspricht.
1667, zu Beginn der Qing-Dynastie, wurde die Provinz Anhui gegründet. Die Provinzhauptstadt war ursprünglich in Anqing, einem Jangtse-Hafen im Süden der Provinz. Als die Taiping-Rebellen 1853 Anqing besetzten, floh die Provinzregierung nach Luzhou, kehrte aber, nachdem die Regierungstruppen im September 1861 die Stadt zurückerobert hatten, wieder nach Anqing zurück. Nach der Kapitulation Japans am 15. August 1945 wurde die Provinzhauptstadt im September 1945 erneut nach Hefei, im Zentrum der Provinz, verlegt. Da die Stadt im Zweiten Weltkrieg stark zerstört worden war, und aufgrund der Entwicklungen im Chinesischen Bürgerkrieg, zog die Provinzregierung jedoch im Dezember 1948 erneut nach Anqing um. Zu dieser Zeit umfasste der heutige Stadtbezirk Luyang 5 km², es lebten dort etwas über 50.000 Menschen. Wegen seiner zentralen Lage und wegen der Eisenbahnverbindungen wurde die Provinzhauptstadt jedoch mit Wirkung vom 25. August 1952 wieder nach Hefei verlegt.
Der heutige Stadtbezirk Luyang hieß damals „Oststadt“ (东市区). Im Oktober 1952 wurden dort 20 Einwohnergemeinschaften eingerichtet, von denen heute noch Xiaoyaojin als Straßenviertel erhalten ist. Im Juni 1960 wurde der Stadtbezirk Oststadt in „Südstadt“ (南市区) umbenannt und gleichzeitig die „Volkskommune Südstadt“ (南市人民公社) gegründet. Bereits drei Jahre später, im August 1963, wurde die Volkskommune wieder aufgelöst und der Stadtbezirk in fünf Straßenviertel eingeteilt. Die Verwaltungsgliederung änderte sich mehrmals. So gab es zum Beispiel während der Kulturrevolution ab August 1968 zunächst 16 Revolutionäre Straßenviertel (Ostwind, Rote Fahne, Roter Stern etc.), ab Dezember 1969 dann acht. 1979, drei Jahre nach dem Sturz der Viererbande und dem offiziellen Ende der Kulturrevolution, wurden die Revolutionären Straßenviertelkomitees (街道革命委员会) aufgelöst und das heutige System der Straßenviertelverwaltung (街道办事处) eingeführt.
Am 6. März 2002 erhielt der Stadtbezirk Luyang schließlich seinen heutigen Namen, der seit dem 19. Jahrhundert in Gebrauch war, so zum Beispiel in der „Luyang-Akademie“, dem heutigen 1. Städtischen Gymnasium von Hefei (合肥市第一中学).

## Administrative Gliederung

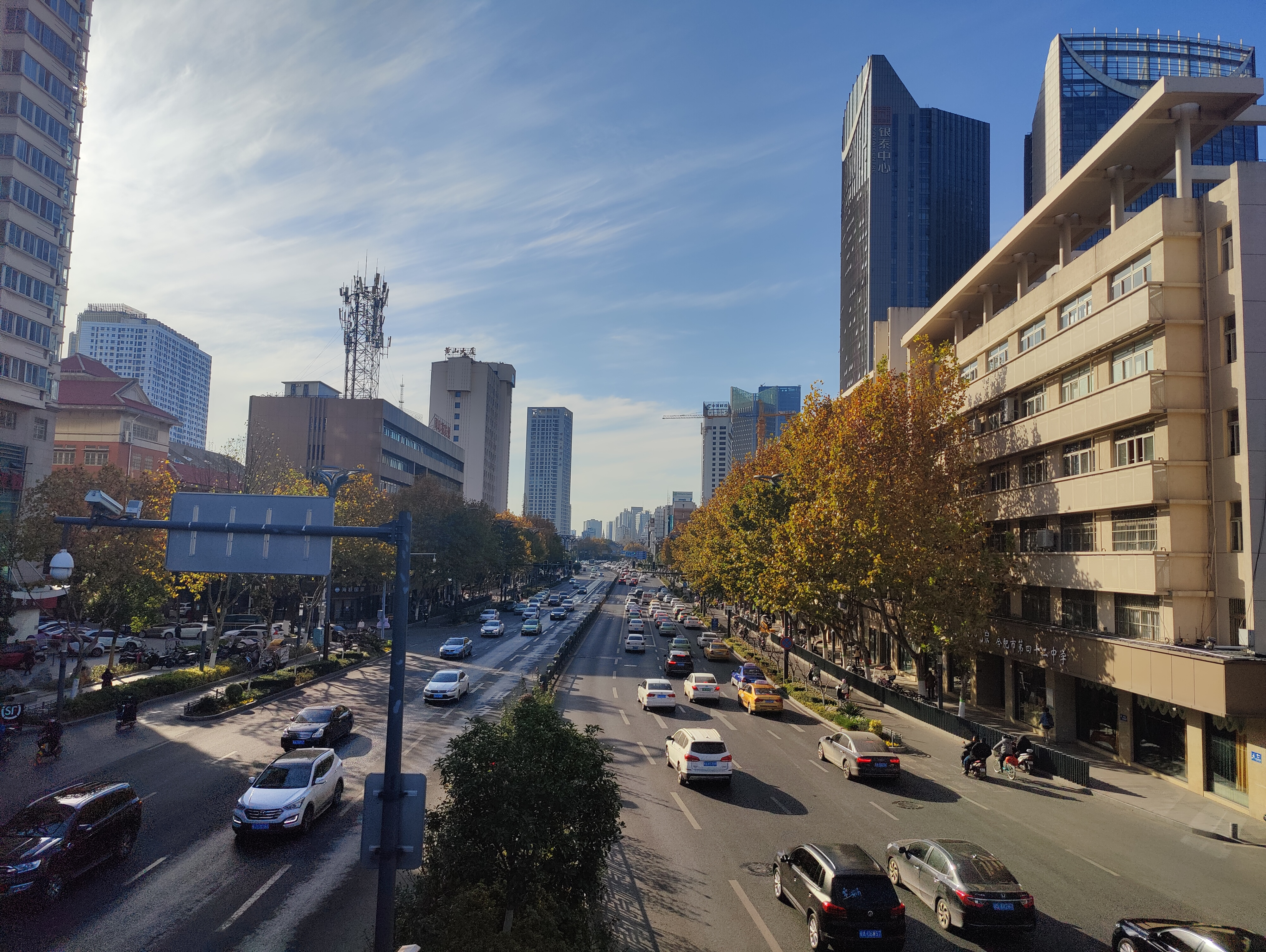
Blick von Osten nach Westen über die Jangtsekiang-Straße im Straßenviertel Xiaoyaojin

Auf Gemeindeebene setzt sich der Stadtbezirk aus neun Straßenvierteln, einer Großgemeinde und einer Gemeinde zusammen. Diese sind:
- Straßenviertel Bozhoulu (亳州路街道), Sitz der Stadtbezirksregierung
- Straßenviertel Haitang (海棠街道)
- Straßenviertel Lindian (林店街道)
- Straßenviertel Sanxiaokou (三孝口街道)
- Straßenviertel Shuanggang (双岗街道)
- Straßenviertel Silihe (四里河街道)
- Straßenviertel Xianghuacun (杏花村街道)
- Straßenviertel Xianglin (杏林街道)
- Straßenviertel Xiaoyaojin (逍遥津街道)
- Großgemeinde Dayang (大杨镇)
- Gemeinde Sanshigang (三十岗乡)

## Dongpu-Speichersee
Durch die geographischen Gegebenheiten – im Nordwesten erheben sich Berge, im Südwesten liegt in einer Senke der Chao Hu – litt Hefei während der sommerlichen Regenzeit immer wieder unter Überschwemmungen. Für den Zeitraum zwischen 1450 und 1949 sind 125 derartige Ereignisse verzeichnet, wovon 6 als „sehr große Überschwemmungen“ und sieben als „große Überschwemmungen“ kategorisiert wurden. Bei der Flutkatastrophe vom 10. Juli 1954 reichte im heutigen Straßenviertel Xianghuacun das Wasser bis zu den Dächern der einstöckigen Häuser, in ganz Hefei stürzten 6225 Gebäude ein. Um dem ein Ende zu setzen, und um die Trinkwasserversorgung zu verbessern, beschloss man beim Stadtbauamt (市政建设局), den Fluss Nanfei (南淝河), der die Südgrenze des Stadtbezirks Luyang bildet und am Ende in den Chao Hu fließt, westlich des Stadtgebiets mit einem Damm aufzustauen. Das zu Luyang gehörende Dorf Dongpu (董铺村, „Ladenstraße des Dong-Clans“) mit dem umliegenden Land würde dann unter dem Wasser des Stausees verschwinden.
Am 27. September 1956 war Baubeginn für den Damm. Facharbeiter, zur Mithilfe herangezogene Landwirte sowie 16.000 Zwangsarbeiter aus Umerziehungslagern bauten in weitgehend manueller Arbeit den Damm, wodurch ein Stausee mit einer Oberfläche von 22,1 km² und einem Fassungsvermögen von 200 Millionen Kubikmetern Wasser entstand. Im April 1958, noch vor dem Beginn der Regenzeit, war der Dongpu-Speichersee (董铺水库) fertiggestellt, die Baukosten beliefen sich auf etwas über 4 Millionen Yuan. Eigentlich war geplant, den 9. Parteitag der Kommunistischen Partei Chinas in Hefei abzuhalten. Zu diesem Zweck hatte man eine große Insel in der Westhälfte des Sees durch Erdaufschüttung mit dem Ufer verbunden.
Ende 1958 begann der Landesverband Anhui der KPCh mit dem Bau eines Tagungszentrums auf der Insel, dem Dongpu-Hotel (董铺宾馆). Man errichtete drei große Hotelgebäude sowie drei Villen für Führungskräfte. Die Gebäude waren im Rohbau fertiggestellt, dann mussten die Bauarbeiten 1960 wegen der Schwierigkeiten beim Großen Sprung nach vorn eingestellt werden. Luxuriöse Tagungshotels passten nicht mehr in die Zeit.
In der zweiten Jahreshälfte 1963 übernahmen die Luftstreitkräfte der Volksrepublik China die Insel und richteten dort ein dem Verteidigungsministerium direkt unterstelltes Forschungsinstitut für Bombenflugzeuge (国防部轰炸机研究所) unter der Leitung von Jiang Tianran (蒋天然, * 1918) ein.
Ein Jahr später zog die Luftwaffe wieder ab, am 6. Januar 1965 übernahm die Chinesische Akademie der Wissenschaften die als „Dongpu-Insel“ (董铺岛) bezeichnete Halbinsel. Durch die Wirren der 1966 ausgebrochenen Kulturrevolution dauerte es dann noch bis zum 3. Dezember 1970, bis auf der Insel das Anhuier Institut für Optik und Feinmechanik eingerichtet werden konnte.
Am 19. Dezember 2001 wurde das Institut für Optik und Feinmechanik mit einer Reihe weiterer Institute zu den „Hefeier Institute für physikalische Wissenschaften“ vereinigt. Die Dongpu-Insel heißt seit 2003 „Wissenschaftsinsel“ (科学岛).

## Verkehrsanbindung
Luyang ist durch die Linie 3 der teils oberirdisch verlaufenden Hefei Metro mit dem Stadtbezirk Shushan und dem Kreis Feixi im Süden sowie dem Stadtbezirk Yaohai im Osten verbunden. Die Linie 2, die in Ost-West-Richtung von Yaohai nach Shushan führt, durchquert Luyang im südlichen Bereich und hat dort zwei Haltestellen in der Nähe des alten Stadtgrabens. Seit dem 26. Dezember 2022 verbindet die Linie 5 Luyang mit dem Südbahnhof von Hefei im Stadtbezirk Baohe.
Durch Luyang verläuft in Nord-Süd-Richtung die Nationalstraße 206 von Shandong nach Guangdong sowie am Westufer des Dongpu-Speichersees der Abschnitt G4001 der Autobahn Shanghai–Xi’an. Durch eine von dort etwas weiter südlich abzweigende Stadtautobahn ist Luyang mit dem Flughafen Hefei-Xinqiao westlich der Stadt verbunden.